# Auhjärvi
Auhjärvi är en sjö i Finland. Den ligger i kommunen Sysmä i landskapet Päijänne-Tavastland, i den södra delen av landet, 150 km norr om huvudstaden Helsingfors. Auhjärvi ligger 84,3 meter över havet. Arean är 2,24 kvadratkilometer och strandlinjen är 20,94 kilometer lång. Sjön  ingår i Kymmene älvs huvudavrinningsområde.   I omgivningarna runt Auhjärvi växer i huvudsak blandskog.
I övrigt finns följande i Auhjärvi:
- Siltasaari (en ö)
- Rautsaari (en ö)
- Sääskensaari (en ö)
- Huhtisaari (en ö)